# Mooney Airplane Company
La compañía de aviones Mooney (Mooney Airplane Company o MAC) es una compañía estadounidense que fabrica aviones a pistón de un solo motor, de aviación general. Mooney se ha establecido en el liderazgo de la aviación civil a pesar de que la compañía entró en bancarrota en 1930. Dentro de sus logros más importantes se encuentra el primer avión presurizado de un solo motor a pistón (Mooney M22 Mustang), la primera aeronave en producción en alcanzar 201 millas por hora con 200 hp (320 km/h en 150 kW) (M20J 201) y el vuelo transcontinental más rápido con un solo motor en un avión de serie (M20K 231). Todos los aviones Mooney tienen como insignia el diseño de su empenaje, ya que el estabilizador vertical descansa sobre un eje vertical delantero y uno inclinado trasero, que le dan la ilusión visual de estar yendo hacia delante.

## Historia
Mooney Aircraft Corporation comenzó en 1929 por Albert y Arthur Mooney, quienes fundaron la compañía a partir de la Bridgeport Machine Company de Wichita, Kansas, hogar de varias fábricas importantes de aviones como Cessna y Beechcraft. Sus únicos parientes vivos conocidos hasta el momento viven en Surrey, Inglaterra.
Mooney Aircraft entró en bancarrota en 1930. Los hermanos Mooney trabajaron para otras compañías desde ese momento hasta pasada la Segunda Guerra Mundial. En 1946, Albert comenzó Mooney Aircraft Inc. Con Charles “Pappy” Yankey en Kerrville, Texas. Arthur se incorporó un año más tarde.
El primer avión producido por la nueva compañía Mooney fue el pequeño monoplaza, Mooney Mite M-18. Fue diseñado para ser atractivo para los pilotos militares que dejaban el servicio activo (algunos decían que el Mooney Mite se veía como un Messerschmitt Bf 109 por lo que lo llamaron “Texas Messerschmitt” o Messerschmitt Tejano). El Mooney Mite estableció varios de los conceptos que prevalecen hasta hoy en día. El modelo Mooney M20 entró en producción en 1955 y se veía como un Mite hecho a mayor escala. Mooney continúa produciendo variantes del M20 hasta la actualidad.
En 1953, antes de que los fondos fueran puestos para la producción del M20, el socio financiero de Mooney, Charles Yankey, murió de un infarto. En 1955 Albert Mooney vendió su parte de la compañía a Harold Rachal y Norman Hoffman y luego abandonó la compañía para trabajar en la Lockheed Corporation. Poco después, Arthur siguió los pasos de su hermano.
En 1965 la compañía se convirtió en la distribuidora norteamericana de los aviones Mitsubihi y comenzó a vender versiones Mooney del Mu-2 operando como Mooney-Mitsubishi Aircraft Inc. En 1967 Mooney adquirió los derechos de producción del Ercoupe de Alon Aircraft Company y produjo una versión mejorada a simple vista del Mooney M10 Cadet. El M10 se convirtió en la variante final del Ercoupe y su producción cesó en 1970.
Mooney entró de nuevo en bancarrota a comienzos de 1969 y fue vendida a American Electronics Labs, luego a Butler Aviation, que terminó sus operaciones en 1971. Mooney falló tres años en producir algún tipo de aeronave. En 1973 Republic Steel Corporation adquirió los derechos y la maquinaria de Mooney y entró en producción en 1974. La compañía continuó con un desarrollo agresivo de producto, trabajando en un avión presurizado de un solo motor que lograra competir con el Cessna 210 Centurion. El turbohélice Mooney “301” finalmente se convirtió en el TBM700 que es producido por Socata Aircraft. 
En 1984 Mooney se unió con la firma de distribución francesa Alexander Couvelaire. En julio de 2001 Mooney fue víctima de otra bancarrota y la compañía fue adquirida por Advanced Aerodinamics and Structures Inc. (AASI) en 2002. AASI resucitó a Mooney bajo el nombre de Mooney Aircraft Company, Inc.; una división de Mooney Aerospace Group, Ltd.
En 2004, MASG (AASI) vendió las acciones de Mooney a Allen Holding Finance en mayo de ese año, y declaró la bancarrota en junio 10. En diciembre de 2004, MASG reestructuró y readquirió MAC (Mooney Aircraft Company) de la Allen Holding Finance.
En noviembre de 2004, Gretchen Jahn se unió a Mooney y se convirtió en la primera mujer a cargo de un fabricante de aviones. Ella contribuyó por cerca de dos años como especialista en progresos. Fue exitosa en reconstruir las ventas de Mooney y en crear una red de distribuidores. Ella también inspeccionó el desarrollo y la introducción del M20T Acclaim y de los nuevos Ovation2 GX y Bravo GX equipados con cabinas completamente de vidrio y Garmin G1000. Mooney cuenta ahora con listas de espera de algunos meses para aceptar el despacho de un avión nuevo. En junio de 2005, Mooney dio otro salto al incorporar a 50 trabajadores para impulsar la producción.
El 4 de abril de 2006, Mooney Airplane Company anunció el lanzamiento de su totalmente nuevo M20T Acclaim para el evento Sun ‘N Fun fly-in en Lakeland, Florida. El M20T también incorporaba un sistema de aviónicos Garmin G1000 Avionics Display Suite, con cuatro asientos forrados en cuero con calefacción equiparables al del piloto incluyendo el ajuste lumbar; también supera por 400 millas al Bravo GX (de 1,650 nm) y una velocidad máxima de 265 nudos (305.8 mph / 490.8 km/h), 30 nudos más rápido que el Ovation 2.

## Lista de aviones Mooney
- A2
- M10
- M18
- M20
- M22
- Ovation 2
- Ovation 3
- TLS Bravo